# Badiuzaman Džazari
Badiuzaman Abul-Iz ibn Ismail ibn Razaz Džazari (umro 1206) najslavniji je muslimanski mehaničar. Živeo je u drugoj polovini XII i početkom XIII veka u Amidu, današnjem Dijarbakiru.‍:str. 295.

## Život
Rođen je na malom ostrvu između Tigra i Eufrata i po tome je dobio ime Džazari. Džazira je arapska reč i znači „ostrvo”. Osoba, roba ili bilo koja druga imenica koja se odnosi na ostrvo, u arapskom jeziku dobija naziv džazari. Svoju čuvenu knjigu o mehanici ovaj renomirani naučnik napisao je na zahtev vladara Dijarbakira, Nasirudina Mahmuda ibn Muhameda Artakija, zvanog Malik Salih (vladao 1201–1222).‍:str. 295.

## Džazarijevi izumi
Džazari je izumeo mnogobrojne instrumente, pa i mehaničke i hidraulične mašine. Dragocene rezultate njegovih inovativnih istraživanja možemo primetiti u mehaničkom dizajnu parnih mašina, motora sa unutrašnjim sagorevanjem, automatskih kontrolera i ostalih mehaničkih i hidrauličnih pribora. Prema tome, moramo priznati da je njegov trud mogao umnogome da označi uvod u pojavu savremenog mašinstva.‍:str. 296.
Džazarijevi izumi spadaju u grupu osnovnih elemenata koji su usmeravali tokove razvoja savremenog mašinstva. Primera radi, možemo spomenuti posude koje se povremeno naginju i u određenim vremenskim razmacima izbacuju vodu koja je u njima. Taj proces se u savremenom mašinstvu koristi u pluviometrima i ostalim aparatima za merenje količine vode. Osim toga, izdvajamo i cevni aparat u koji su, jasnim redosledom, utisnute rupice kako bi se tečnost – uglavnom voda – izlivala uvek istom brzinom i podjednakim pritiskom. Statično balansiranje točkova, korišćenje trodimenzionalnih papirnih modela radi teorijske i praktične konsolidacije planova, raslojavanje balvana sa ciljem redukcije njihovog savijanja, te kreiranje inovativnog modela mehaničkog brega i hiperboličnog zupčanika – neki su od primera rezultata njegovog uticajnog naučnoistraživačkog rada. Između ostalog, zanimljivo je i to što u jednom od njegovih izuma, koji se tiče vađenja vode iz bunara, prenos energije vrši kolenasto vratilo. To je prva upotreba kolenastih vratila u takvim mehaničkim mašinama. Naravno, ljudi su stolećima pre Džazarija koristili kolenasta vratila u manjim vodenicama i primitivnim dizačima. Međutim, ovo je bila prva njihova upotreba u složenim mehaničkim sistemima. Osim toga, kada Džazari govori o načinu izgradnje dva luka pred dvorom u Amidu/Dijarbakiru, on detaljno objašnjava i metodu livenja mesinga u zatvorene kalupe napravljene od mokre gline. Istorijski podaci nam svedoče da ta metoda u Evropi nije postojala sve do XVI veka.‍:str. 299–300.
Muslimanski mehaničari su 1976. godine napravili tri Džazarijeve inovativne mašine i izložili ih u okviru Svetskog islamskog kongresa koji je organizovan u Londonu. To su bili: pumpa, sprava za vađenje krvi i veliki vodeni sat. Ovi instrumenti su izrađeni na osnovu preciznih opisa koje je ponudio sam Džazari u svojim delima, tako da su bili izvanredno funkcionalni. Članovima komisije najviše je privukao pažnju treći inovativni instrument – sat koji je bio visok preko 3,5 metara, a širok oko 1,5 metara.‍:str. 300.
Džazarijevo izvanredno poznavanje mehanike i tehničkih disciplina pokazuje se i u slučaju vodene pumpe koju je kreirao s ciljem da obezbedi uniformno smanjivanje količine vode u velikim rezervoarima.‍:str. 301.
Od ostalih mehaničkih i tehničkih izuma Badiuzamana Džazarija moramo izdvojiti i njegov drugi sistem vodenog časovnika. Ovu vrstu sata pronalazimo isključivo u njegovim spisima, što nam pokazuje da je to bio rezultat njegovih inovativnih istraživanja.‍:str. 303.

## Dela
Moć njegovog naučnog autoriteta jasno uočavamo dok detaljno iščitavamo čuvenu knjigu Fi marifa al-hijal al-hindisija [O saznanju geometrijskih veština]. Ovo dragoceno delo deo istoričara naziva al-Džami’u bajn al-ilm va al-amal – an-Nafi’u fi sina’a al-hijal [Knjiga koja sjedinjava znanje i praksu i ukazuje na koristi od mehaničke veštine]. Džazarijevo grandiozno delo zaista je primer sjedinjenja znanja i prakse jer je referentno kako u teorijskom, tako i u praktičnom smislu. Zbog svog doprinosa onovremenoj nauci i naročito mašinstvu, ovaj slavni mislilac imenovan je za glavnog državnog arhitektu i mehaničara. Tu titulu je u stvari zaslužio zbog svog velikog iskustva, perfektnog teorijskog znanja i savršene moći da primeni svoja intelektualna umeća.‍:str. 295.
Možemo tvrditi da je Džazarijeva maločas pomenuta knjiga (Fi marifa al-hijal al-hindisija [O saznanju geometrijskih veština]) najpouzdanije delo o drevnoj, ali i srednjovekovnoj mašinskoj i hidrauličnoj tehnici. Njen naziv je, svakako opravdan jer se u njoj zaista teorija sjedinjuje sa praksom. U savremenom svetu, na Zapadu, prvi put su nemački matematičari Vidman i Hauzer početkom XX stoleća uočili značaj Džazarijevog spisa. Oni su rezultate svojih istraživanja, kao i prevode nekih odeljaka iz pomenute knjige, prezentovali u svojoj Istoriji nauke. Ubrzo nakon toga, Donald Hil je objavio engleski prevod cele Džazarijeve knjige. Njegov trud je podstakao savremenog sirijskog mislioca Ahmeda Jusufa al-Hasana da završi svoj prethodni pokušaj objavljivanja petog dela Džazarijeve knjige. Al-Hasan je tako 1979. godine u Siriji, na Institutu za naučnu arapsku baštinu, objavio celu ovu knjigu u originalu, na arapskom jeziku. Moramo spomenuti da je Džazarijeva knjiga još u XVI veku prevedena na persijski jezik. Preveo ju je Muhamed ibn Davud Alavi Šahabadi. Rukopis tog prevoda sa nazivom Džaru askal trenutno se nalazi u biblioteci tradicionalnog Univerziteta Šehid Mutahari (bivši Univerzitet Sepahsalar) u Tehranu pod identifikacionim brojevima 707 i 708. Osim toga, nedavno je i iranska univerzitetska izdavačka delatnost, na osnovu celovitog originalnog arapskog teksta koji je objavio Jusuf al-Hasan, priredila novi prevod ovog dela na persijski jezik. Taj prevod je ugledao svetlo dana 2001. godine.‍:str. 297.
Treba konstatovati da je Jusuf al-Hasan ponudio najkompletnije i najpouzdanije informacije o raznim komentarima ovog Džazarijevog dela, kao i o brojnim istraživačkim poduhvatima povezanim sa naučnim doprinosima proisteklim iz te knjige. Osvrćući se na sve postojeće beleške, koje su uglavnom pisali savremeni istraživači istorije mašinstva u islamskim zemljama, poput Hila, Vidmana, Hauzera, Kumarasvamija, Mijelija, Nejstera i Sartona, Jusuf al-Hasan je pokušao da prikupi sve dostupne rukopise, da pojedinačno vrednuje svaki od tih rukopisa, te da dođe do sasvim autentičnog i pouzdanog teksta ovog Džazarijevog grandioznog naučnog dela. Njegovo istraživanje su, razume se, otežavale brojne razlike u očuvanim prepisima Džazarijeve knjige.‍:str. 297.
„Ta knjiga je“, piše Sarton, „najpotpunije delo ove vrste i možemo je smatrati vrhuncem saznanja starih muslimana iz oblasti mašinstva.“‍:str. 1808. Glavna odlika Džazarijeve knjige jeste njen praktični pristup. Džazari je bio istovremeno i inženjer i mehaničar. Zato je njegovo naučno delo prepuno ilustrativnih opisa industrijskog pribora. Ono predstavlja rezultate izvanrednog razvoja pomenutih naučnih i praktičnih disciplina. „Dosad ni u jednoj drugoj civilizaciji“, tvrdi Donald Hil, „ne pronalazimo literaturu koja bi u naučnom smislu bila na nivou Džazarijevih mašinskih skica, industrijskih opisa i stručnih inženjerskih objašnjenja o načinu izrade i instaliranja raznih mehaničkih pribora i sistema.“‍:str. 8–10. Da bismo se detaljnije upoznali sa ovom dragocenom knjigom, u nastavku ćemo kratko promotriti njena poglavlja ili, prema Džazarijevoj originalnoj terminologiji, njene vrste. Knjiga se sastoji od šest različitih poglavlja, odnosno vrsta:
- Vodeni satovi i podesive sveće;
- Pribori za svakodnevnu upotrebu;
- Sredstva za pranje ruku i lica i za obavljanje verskih obreda vezanih za čistoću. Kao prilog ovom poglavlju, Džazari je detaljno opisao i metode vađenja krvi za osobe kojima je taj zdravstveni tretman neophodan;
- Statične fontane;
- Aparati za vađenje vode iz bunara;
- Ostala instrumentalna oprema.‍:str. 297–298.